# Robert Boughner
Robert Boughner, dit Bob Boughner, (né le 8 mars 1971 à Windsor, dans la province de l'Ontario au Canada) est un joueur professionnel retraité et entraîneur de hockey sur glace.

## Carrière de joueur
Réclamé au deuxième tour par les Red Wings de Détroit lors du repêchage de 1989 de la Ligue nationale de hockey alors qu'il évolue pour les Greyhounds de Sault Ste. Marie de la Ligue de hockey de l'Ontario, Boughner retourne avec ces derniers pour deux autres saisons avant de rejoindre le club affilié aux Red Wings dans la Ligue américaine de hockey, les Red Wings de l'Adirondack.
Avec l'émergence de défenseurs d'impact tels Nicklas Lidström et Vladimir Konstantinov au sein des Wings, Boughner ne parvient pas à percer l'alignement et reste avec l'Adirondack jusqu'à l'été 1994, acceptant un contrat avec les Panthers de la Floride au cours de ce même été, il rejoint pour la saison suivante le club affilié à la Floride dans la Ligue internationale de hockey, les Cyclones de Cincinnati.
Échangé aux Sabres de Buffalo au cours de la saison 1995-1996, Boughner décroche un poste permanent avec les Sabres dès son arrivée avec eux. Il reste avec Buffalo pour deux autres saisons avant de se voir être réclamé par les Predators de Nashville lors de leur repêchage d'expansion en 1998.
Passant aux mains des Penguins de Pittsburgh au cours de la saison 1999-2000, il dispute avec eux une saison supplémentaire avant de rejoindre les Flames de Calgary pour deux années de plus. Le défenseur partage par la suite la saison 2003-2004 entre les Hurricanes de la Caroline et l'Avalanche du Colorado. Après une saison de plus au Colorado, Boughner annonce son retrait de la compétition à l'été 2006.

### Carrière d'entraîneur
Boughner ne reste pas longtemps loin de la compétition cependant, au cours de l'été 2006 il accepte le poste d'entraîneur-chef des Spitfires de Windsor de la Ligue de hockey de l'Ontario et mène ces derniers à la Coupe J.-Ross-Robertson remise à l'équipe championne des séries éliminatoires de la LHO en 2009 et en 2010. Il remporte avec Windsor la Coupe Memorial en 2009 et accède à la finale du tournoi l'année suivante.
Le 5 juillet 2010, il est nommé en tant qu'entraîneur-adjoint chez les Blue Jackets de Columbus.
Le 12 juin 2017, il devient le 15e entraîneur-chef des Panthers de la Floride.

## Statistiques

### Statistiques de joueur
| Saison     | Équipe                         | Ligue          |     | Saison régulière | Saison régulière | Saison régulière | Saison régulière | Saison régulière |   | Séries éliminatoires | Séries éliminatoires | Séries éliminatoires | Séries éliminatoires | Séries éliminatoires |
| Saison     | Équipe                         | Ligue          | PJ  | B                | A                | Pts              | Pun              | PJ               | B | A                    | Pts                  | Pun                  |                      |                      |
| 1988-1989  | Greyhounds de Sault Ste. Marie | LHO            | 64  | 6                | 15               | 21               | 182              | -                | - | -                    | -                    | -                    |                      |                      |
| 1989-1990  | Greyhounds de Sault Ste. Marie | LHO            | 49  | 7                | 23               | 30               | 122              | -                | - | -                    | -                    | -                    |                      |                      |
| 1990-1991  | Greyhounds de Sault Ste. Marie | LHO            | 64  | 13               | 33               | 46               | 156              | 14               | 2 | 9                    | 11                   | 35                   |                      |                      |
| 1991       | Greyhounds de Sault Ste. Marie | Coupe Memorial | -   | -                | -                | -                | -                | 4                | 6 | 3                    | 9                    | 0                    |                      |                      |
| 1991-1992  | Storm de Toledo                | ECHL           | 28  | 3                | 10               | 13               | 79               | 5                | 2 | 0                    | 2                    | 15                   |                      |                      |
| 1991-1992  | Red Wings de l'Adirondack      | LAH            | 1   | 0                | 0                | 0                | 7                | -                | - | -                    | -                    | -                    |                      |                      |
| 1992-1993  | Red Wings de l'Adirondack      | LAH            | 69  | 1                | 16               | 17               | 190              | -                | - | -                    | -                    | -                    |                      |                      |
| 1993-1994  | Red Wings de l'Adirondack      | LAH            | 72  | 8                | 14               | 22               | 292              | 10               | 1 | 1                    | 2                    | 18                   |                      |                      |
| 1994-1995  | Cyclones de Cincinnati         | LIH            | 81  | 2                | 14               | 16               | 192              | 10               | 0 | 0                    | 0                    | 18                   |                      |                      |
| 1995-1996  | Monarchs de la Caroline        | LAH            | 46  | 2                | 15               | 17               | 127              | -                | - | -                    | -                    | -                    |                      |                      |
| 1995-1996  | Sabres de Buffalo              | LNH            | 31  | 0                | 1                | 1                | 104              | -                | - | -                    | -                    | -                    |                      |                      |
| 1996-1997  | Sabres de Buffalo              | LNH            | 77  | 1                | 7                | 8                | 225              | 11               | 0 | 1                    | 1                    | 9                    |                      |                      |
| 1997-1998  | Sabres de Buffalo              | LNH            | 69  | 1                | 3                | 4                | 165              | 14               | 0 | 4                    | 4                    | 15                   |                      |                      |
| 1998-1999  | Predators de Nashville         | LNH            | 79  | 3                | 10               | 13               | 137              | -                | - | -                    | -                    | -                    |                      |                      |
| 1999-2000  | Predators de Nashville         | LNH            | 62  | 2                | 4                | 6                | 97               | -                | - | -                    | -                    | -                    |                      |                      |
| 1999-2000  | Penguins de Pittsburgh         | LNH            | 11  | 1                | 0                | 1                | 69               | 11               | 0 | 2                    | 2                    | 15                   |                      |                      |
| 2000-2001  | Penguins de Pittsburgh         | LNH            | 58  | 1                | 3                | 4                | 147              | 18               | 0 | 1                    | 1                    | 22                   |                      |                      |
| 2001-2002  | Flames de Calgary              | LNH            | 79  | 2                | 4                | 6                | 170              | -                | - | -                    | -                    | -                    |                      |                      |
| 2002-2003  | Flames de Calgary              | LNH            | 69  | 3                | 14               | 17               | 126              | -                | - | -                    | -                    | -                    |                      |                      |
| 2003-2004  | Hurricanes de la Caroline      | LNH            | 43  | 0                | 5                | 5                | 80               | -                | - | -                    | -                    | -                    |                      |                      |
| 2003-2004  | Avalanche du Colorado          | LNH            | 11  | 0                | 0                | 0                | 8                | 11               | 0 | 4                    | 4                    | 6                    |                      |                      |
| 2005-2006  | Avalanche du Colorado          | LNH            | 41  | 1                | 6                | 7                | 54               | -                | - | -                    | -                    | -                    |                      |                      |
| Totaux LNH | Totaux LNH                     | Totaux LNH     | 630 | 15               | 57               | 72               | 1 382            | 65               | 0 | 12                   | 12                   | 67                   |                      |                      |

### Statistiques d'entraîneur
| Saison    | Équipe                 | Ligue          |    | PJ | V  | D | N  | Pr                       |  | Séries éliminatoires |
| 2006-2007 | Spitfires de Windsor   | LHO            | 68 | 18 | 43 | — | 7  | Non qualifié             |  |                      |
| 2007-2008 | Spitfires de Windsor   | LHO            | 68 | 41 | 15 | 0 | 12 | Éliminé au 1er tour      |  |                      |
| 2008-2009 | Spitfires de Windsor   | LHO            | 68 | 57 | 10 | 0 | 1  | Vainqueur du championnat |  |                      |
| 2009      | Spitfires de Windsor   | Coupe Memorial | 3  | 1  | 1  | — | 1  | Vainqueur                |  |                      |
| 2009-2010 | Spitfires de Windsor   | LHO            | 68 | 50 | 12 | 1 | 5  | Vainqueur du championnat |  |                      |
| 2010      | Spitfires de Windsor   | Coupe Memorial | 3  | 3  | 0  | — | 0  | Vainqueur                |  |                      |
| 2011-2012 | Spitfires de Windsor   | LHO            | 68 | 29 | 32 | — | 7  | Éliminé au 1er tour      |  |                      |
| 2012-2013 | Spitfires de Windsor   | LHO            | 68 | 26 | 33 | — | 9  | Non qualifié             |  |                      |
| 2013-2014 | Spitfires de Windsor   | LHO            | 68 | 37 | 28 | — | 3  | Éliminé au 1er tour      |  |                      |
| 2014-2015 | Spitfires de Windsor   | LHO            | 68 | 24 | 40 | — | 4  | Non qualifié             |  |                      |
| 2017-2018 | Panthers de la Floride | LNH            | 82 | 44 | 30 | — | 8  | Non qualifié             |  |                      |
| 2018-2019 | Panthers de la Floride | LNH            | 82 | 36 | 32 | — | 14 | Non qualifié             |  |                      |
| 2019-2020 | Sharks de San José     | LNH            |    |    |    | — |    | Non qualifié             |  |                      |

## Honneurs et trophées
- En tant qu'entraîneur :
  - Vainqueur de la Coupe J.-Ross-Robertson remis à l'équipe championne des séries éliminatoires de la Ligue de hockey de l'Ontario en 2009 et 2010.
  - Vainqueur de la Coupe Memorial en 2009.
  - Récipiendaire du trophée Matt-Leyden remis à l'entraîneur de l'année dans la LHO en 2008 et 2009
  - Récipiendaire du trophée Brian-Kilrea remis à l'entraîneur de l'année dans la Ligue canadienne de hockey en 2008 et 2009

## Transactions en carrière
- repêchage 1989 : réclamé par les Red Wings de Détroit (2e choix de l'équipe, 32e au total).
- 25 juillet 1994 : signe à titre d'agent libre avec les Panthers de la Floride.
- 1er février 1996 : échangé par les Panthers aux Sabres de Buffalo en retour du choix de troisième ronde des Sabres au repêchage de 1996 (les Panthers sélectionnent avec ce choix Chris Allen).
- 26 juin 1998 : Réclamé par les Predators de Nashville lors de leur repêchage d'expansion.
- 13 mars 2000 : échangé par les Predators aux Penguins de Pittsburgh en retour de Pavel Skrbek.
- 2 juillet 2001 : signe à titre d'agent libre avec les Flames de Calgary.
- 16 juillet 2003 : échangé par les Flames aux Hurricanes de la Caroline en retour du choix de quatrième ronde des Devils du New Jersey au repêchage de 2004 (choix acquis précédemment, les Flames sélectionnent avec ce choix Kristopher Hogg) et du choix de cinquième tour des Canes au repêchage de 2005 (les Flames choisissent avec ce choix Kevin Lalande).
- 20 février 2004 : échangé par les Hurricanes à l'Avalanche du Colorado en retour de Chris Bahen, du choix de troisième ronde des Capitals de Washington au repêchage de 2004 (choix acquis précédemment, les Hurricanes sélectionnent avec ce choix Casey Borer) et du choix de cinquième ronde de l'Avalanche en 2004 (la Caroline choisi avec ce choix Risto Korhonen).